# Zeila

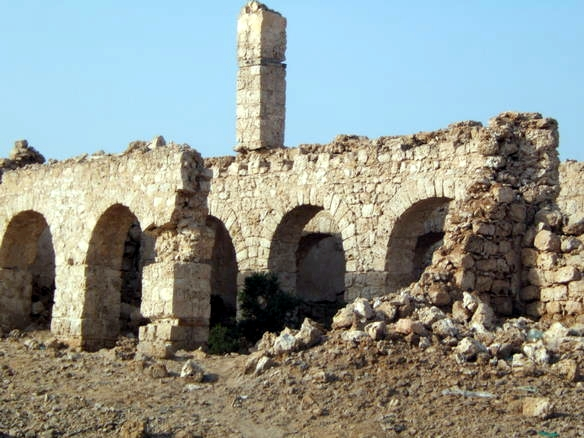
Ruïnes de la vella Zeila

Zeila (somali: Saylac o Zaylac) és un port de Somalilàndia a la costa del golf d'Aden, a la regió anomenada Awdal, propera a la frontera amb Djibouti. La ciutat està en un lloc que el mar la rodeja per tres costats i a terra ferma es troba una zona desèrtica de 80 km. A 275 km a l'est hi ha Berbera i a uns 325 km a l'oest la ciutat d'Harar. La costa de Zeila és de corall i manglars. Enfront de la ciutat, amb el port segur protegit per una península a la part oriental, hi ha l'illa de Sa'd al-Din, i més llun la d'Aybat.
La ciutat manca d'aigua que ja antigament va dificultar la seva vàlua comercial.

## Història
Zeila ha estat identificada amb la clàssica ciutats dels avalites (avalitae). Segons Richard Pankhurst, la primera vegada que apareix sota el seu propi nom és el 891 quan l'esmenta al-Yaqubi al seu Kitab al-Balden ("Llibre dels països"). Després fou descrita per altres geògrafs com al-Mas'udi al Murugal al-Dahab wa-Ma'adin al-Guwahir ("Prats d'or i mines de pedres precioses") vers el 935, i Ibn Hawqal que l'assenyala com a port per embarcar des d'Etiòpia a Hedjaz i Iemen al Kitab Surat al-'Ard ("Configuració de la Terra") del 988.
Hauria estat fundada per missioners musulmans al segle XII. La seva importància com a port comercial és confirmada per Al-Idrisi i per Ibn Said, que descriuen Zeila com una ciutat considerable i centre del tràfic d'esclaus, i sota domini etíop. Pankhurst, entre d'altres, esmenta el relat de Marco Polo de què el sultà d'Aden (en realitat Adal) va capturar a un bisbe etíop i el va portar a Zeila, capital del soldanat, on va provar de convertir-lo per força i el va circumcidar segons la pràctica islàmica. Això va provocar la revenja de l'emperador etíop que va atacar la capital del soldanat i la va ocupar
Ibn Battuta va visitar Zeila el 1329, i la descriu com la ciutat més bruta, desagradable i pudenta de tot el món, i explica que els carrers estaven plens de restes de peixos i de la sang dels camell que mataven; diu que la ciutat estava tant revolucionada que va passar la nit al vaixell tot i que la mar estava agitada. En aquest temps governava a Zeila la dinastia Walashma que també governava a Ifat. La ciutat va passar temporalment al Iemen, però el 1403 tornava a estar en mans dels Walashma, perquè el sultà Sa'ad ad-Din II es va refugiar a Zeila davant l'atac de l'emperador etíop David I (vers 1382-1411) o Yeshak (vers 1411-1428); el sobirà etíop va assetjar la ciutat i en va tallar el proveïment d'aigua fins que els defensors es van rendir; els etíops van entrar a Zeila i van matar el sultà; aquest sultà fou considerat un sant i la seva tomba fou venerada durant segles.
Pedro de Covilham, enviat del rei portuguès Joan II al negus, va arribar a Etiòpia després de desembarcar el 1487 a Zaila.
Al segle xvi el sultà d'Adal va llençar una sèrie d'atacs importants contra Etiòpia, que en la primera fase foren dirigits per Mahfuz, governador de Zeila; aquesta fase es va acabar el 1516, quan Mahfuz fou mort pels etíops en una emboscada.
Els portuguesos informen que era un important mercat. Naus portugueses la van saquejar el 1517 i 1528. Anys més tard fou atacada per nòmades somalis i el governant local, Garad Lado, va construir una forta muralla a l'entorn. Junt amb Tadjurah Zeila fou un dels principals ports de la ciutat d'Harar i les regions d'Aussa i Scioa, però va entrar en decadència al segle xvii.
El 1630 Zeila va passar a mans del paixà otomà de Moka (Al-Makha) al Iemen (o de vegades del paixà de Hodeida o Al-Hudaydah) que hi va recollir les taxes de les exportacions. Després apareix governada per un emir que Mordechai Abir diu que reclamava autoritat sobre tota la regió ("Sahil") però que realment només governava darrere els murs de la ciutat i poc més. Amb ajut d'una tropa mercenària i un cert nombre de canons va poder rebutjar els atacs dels desunits nòmades que rondaven per la zona i contra els pirates que operaven al golf d'Aden.
A la primera meitat del segle xix la ciutat era ja una ombra del que havia estat, Abir escriu: "un llogaret gran rodejat per una muralla baixa, amb una població variable segons l'estació, entre 1000 i 3000 persones. Conservava només certa importància com a port d'Harar i Shewa, però l'obertura de noves rutes entre Tadjurah i Shewa van augmentar la seva decadència.
El 1821 i fins al 1841 el paixà Muhammad Ali d'Egipte va agafar el control del Iemen, i del "Sahil" amb Zeila (1825). Després del 1841 caps somalis locals (com Al-Hadj Ali Shermerki i Abu Bakr) foren nomenats governants per compte dels egipcis a canvi d'un petit tribut. El 1874 fou annexionada a Egipte com a part de la Somàlia Egípcia. Per la protecció de les caravanes els otomans han de comptar amb els ugas dels isses i amb l'antic sultà Abu Bakr de Zeila. La ciutat serví de base als egipcis per ocupar Harar i després va servir per mantenir les comunicacions. Els otomans van prohibir a Zeila les caravanes, van demolir les muralles i només van deixar una de les cinc portes. En evacuar la ciutat els otomans el major Frederick Mercer Hunter hi va desembarcar (febrer de 1884) i va prendre possessió de Zeila (els britànics també van desembarcar a Berbera) que tot seguit fou incorporada al protectorat de la Somàlia Britànica constituït formalment el 20 de juliol de 1887.
La construcció del ferrocarril de Djibouti fins a Addis Abeba al final del segle xix (1897, acabat el 1917) va accelerar la decadència de Zeila quan Harar fou substituïda per Dire Dawa (a la línia fèrria) i el comerç entre Harar i Zeila va quedar molt reduït. Al principi del segle XX a l'edició de 1911 de la Encyclopædia Britannica se la descriu com un lloc amb un bon port visitat sovint per velers àrabs de l'entorn; però els vaixells grans havien d'ancorar a dos km de la costa. El subministrament d'aigua es feia de les fonts de Takosha a uns 5 km, i es portava a la ciutat en camells per dones somalis que entraven a la ciutat en una processó pintoresca. Les importacions llavors eren cotó, arròs, dàtils, i seda i les exportacions (procedents d'Abissínia) el cafè, pells, marfil, ramats, mantega de búfal i perles. Dels pous de Takosha sortien les caravanes cap a Scioa. Uns altres pous propers eren els de Warambot d'on sortien les caravanes cap a Gildessa on es repartien cap a Erer i Ankober per arribar a Shoa, o cap a Bab al-Futuh, per arribar a Harar.
El novembre de 1909 els britànics van decidir evacuar l'interior del territori al Diiriye Guure però van conservar la possessió de Zeila. No va jugar cap paper rellevant durant el protectorat britànic ni a la independència. Cap al final del règim de Siad Barre fou teatre de lluites i els bombardejos van destruir la major part dels edificis de la ciutat els habitants de la qual van emigrar en part a Djibouti i Etiòpia. Més tard els diners enviats pels emigrants van contribuir a la seva reconstrucció i a l'establiment del comerç i indústria pesquera.
El 2000 era un port de cases malmeses, amb uns centenars d'habitants, controlat per una guarnició de l'exèrcit de Somalilàndia. S'hi ha instal·lat una antena del servei de pesqueries.

## Ecosistemes
L'UNEP-WCMC (The UN Environment Programme World Conservation Monitoring Centre) el 1992 va proposar com Àrea protegida els voltants costaners de Zeila a causa de les seves importants colònies d'aus marines als illots de costa, però per causa dels problemes polítics i militars de la zona no s'ha fet mai efectiu.